# 헤이와이어
헤이와이어(Haywire)는 2011년 개봉한 액션 스릴러 영화이다.

## 출연

### 주연
- 이완 맥그리거
- 지나 카라노
- 마이클 패스벤더
- 채닝 테이텀
- 마이클 더글라스

### 조연
- 안토니오 반데라스
- 빌 팩스톤
- 마이클 안가라노
- 마티유 카소비츠
- 에디 J. 페르난데즈
- 안소니 웡
- 팀 코놀리
- 맥시미노 아시니가
- 줄리안 알카라즈
- 에드워드 A. 듀란
- 에릭스 알폰스 하우스매니스
- 세스 모스맨
- 알 고토
- R.A. 론델
- 존 와일리
- J.J. 페리

## 기타
- 조감독: 케빈 콘돈
- 조감독: 크리스틴 다나히
- 조감독: 캐서린 던
- 조감독: 에릭 글래저
- 조감독: 데이르 글린
- 조감독: 애너 해리슨
- 조감독: 조나슨 퀸란
- 조감독: 조디 스필코만
- 세트: 솔 카라밀로니
- 세트: 바바라 먼치
- -무술감독: J.J. 페리
- 의상: 쇼샤나 루빈
- 분장부문: 조지아 앨런
- 분장부문: 트레이시 만조
- 분장부문: 미쉘 빗톤
- 배역: 카멘 쿠바
- 프로덕션매니저: 줄리 M. 앤더슨
- 프로덕션매니저: 노엘렛 벅클리
- 프로덕션매니저: 데이빗 커크너